# Varkūh
Varkūh (persiska: ورکوه) är en ort i Iran.   Den ligger i provinsen Khuzestan, i den centrala delen av landet, 400 km söder om huvudstaden Teheran. Varkūh ligger 1 324 meter över havet och antalet invånare är 130.
Terrängen runt Varkūh är bergig åt nordost, men åt sydväst är den kuperad. Runt Varkūh är det ganska tätbefolkat, med 56 invånare per kvadratkilometer. Närmaste större samhälle är Lalar, 15,9 km nordväst om Varkūh. Trakten runt Varkūh består i huvudsak av gräsmarker.